# 乔治·爱德华·摩尔
乔治·爱德华·摩尔，OM（George Edward Moore或G. E. Moore，1873年11月4日—1958年10月24日），英國哲學家，与伯特兰·罗素一同被认为是分析哲學的主要创始人，主要貢獻為後設倫理學，知名作品有《倫理學原理》。
摩尔認為和倫理相關的概念不可能用自然概念（例如：生存，功利，等）來解釋。

## 生平
摩尔于1873年11月4日出生于大伦敦克罗伊登的上诺伍德，是丹尼尔·摩尔博士和亨丽埃塔·斯特奇的七个孩子中的一个。他的祖父是作家乔治·摩尔博士。他的大哥是托马斯·斯特奇·摩尔，诗人、作家和雕刻家。
摩尔中學畢業於德威士学院，1892年在剑桥三一学院学习古典学和人文科学，曾是剑桥使徒中的一員，畢業後亦和布卢姆茨伯里派有交往。1898年成为三一学院研究员，1925年至1939年担任剑桥大学精神哲学和逻辑主席。
摩尔以捍卫伦理非自然主义、强调哲学方法的常识以及摩尔悖论而闻名于世。他受到其他哲学家以及布卢姆茨伯里派的钦佩和影响，但与他的同事罗素不同，他在学术哲学之外影响力甚微。摩尔的文章以其清晰、谨慎的写作风格以及他对哲学问题的有条理和耐心的态度而闻名。他批评现代哲学缺乏进步，他认为这与文艺复兴以来自然科学的戏剧性进步形成鲜明对比。穆尔最著名的作品是他的《伦理学原理》一书和他的随笔《理想主义的反驳》、《常识的辩护》和《外部世界的证明》。
1918-1919年，他担任亚里士多德学会主席。
摩尔于1958年10月24日去世，1958年10月28日在剑桥火葬场被火化，骨灰葬在剑桥升天堂区墓地，他的妻子多萝西·伊利（Dorothy Ely，1892年-1977年）也葬在那里。他们有两个儿子，诗人尼古拉斯·摩尔和作曲家蒂莫西·摩尔（Timothy Moore）。